# Éric Gingras
Pour les articles homonymes, voir Gingras.
 (juin 2021).
La mise en forme du texte ne suit pas les recommandations de Wikipédia : il faut le « wikifier ».
Les points d'amélioration suivants sont les cas les plus fréquents :
- Les titres sont pré-formatés par le logiciel. Ils ne sont ni en capitales, ni en gras.
- Le texte ne doit pas être écrit en capitales (les noms de famille non plus), ni en gras, ni en italique, ni en « petit »…
- Le gras n'est utilisé que pour surligner le titre de l'article dans l'introduction, une seule fois.
- L'italique est rarement utilisé : mots en langue étrangère, titres d'œuvres, noms de bateaux, etc.
- Les citations ne sont pas en italique mais en corps de texte normal. Elles sont entourées par des guillemets français : « et ».
- Les listes à puces sont à éviter, des paragraphes rédigés étant largement préférés. Les tableaux sont à réserver à la présentation de données structurées (résultats, etc.).
- Les appels de note de bas de page (petits chiffres en exposant, introduits par l'outil «  Source ») sont à placer entre la fin de phrase et le point final[comme ça].
- Les liens internes (vers d'autres articles de Wikipédia) sont à choisir avec parcimonie. Créez des liens vers des articles approfondissant le sujet. Les termes génériques sans rapport avec le sujet sont à éviter, ainsi que les répétitions de liens vers un même terme.
- Les liens externes sont à placer uniquement dans une section « Liens externes », à la fin de l'article. Ces liens sont à choisir avec parcimonie suivant les règles définies. Si un lien sert de source à l'article, son insertion dans le texte est à faire par les notes de bas de page.
- La présentation des références doit suivre les conventions bibliographiques. Il est recommandé d'utiliser les modèles {{Ouvrage}}, {{Chapitre}}, {{Article}}, {{Lien web}} et/ou {{Bibliographie}}. Le mode d'édition visuel peut mettre en forme automatiquement les références.
- Insérer une infobox (cadre d'informations à droite) n'est pas obligatoire pour parachever la mise en page.

Pour une aide détaillée, merci de consulter Aide:Wikification.
Si vous pensez que ces points ont été résolus, vous pouvez retirer ce bandeau et améliorer la mise en forme d'un autre article.
 (juin 2021).
L'article doit être relu — et modifié si nécessaire — par des contributeurs indépendants pour apporter un regard critique aux contributions effectuées en violation des conditions d'utilisation de Wikipédia, tant sur la forme (notamment concernant le style encyclopédique, la proportionnalité) que sur le fond (la neutralité de point de vue, la qualité et l'indépendance des sources).
Éric Gingras (né le 15 octobre 1973 à Côte-des-Neiges - Montréal, Québec) est un syndicaliste québécois. Actuel président de la Centrale des syndicats du Québec (CSQ) depuis le 30 juin 2021, il a auparavant exercé la fonction de président du Syndicat de Champlain de 2013 à 2021.

## Formation et carrière
Éric Gingras est diplômé de la Faculté des sciences de l'éducation de l’Université de Montréal en éducation préscolaire et enseignement primaire.
Dès 1996, il enseigne au primaire, d'abord à Montréal puis à Longueuil, auprès de clientèles défavorisées et pluriethniques.
Sensible à la cause syndicale, il s'implique très rapidement dans son milieu comme délégué. En 2005, il est élu coordonnateur au Syndicat de Champlain, puis vice-président de la section Marie-Victorin en 2007.
Il est élu président du Syndicat en 2013 et succède alors à Monique Pauzé à la barre de l'organisation qui regroupe plus de 12 000 membres, enseignantes, enseignants et membres du personnel de soutien scolaire œuvrant du préscolaire au secondaire, en formation professionnelle et en formation générale des adultes, dans les centres de services scolaires des Patriotes, Marie-Victorin et de la Vallée-des-Tisserands, sur la Rive-Sud de Montréal et en Montérégie.
En 2017, il participe à la Conférence canadienne du Gouverneur général sur le leadership, qui réunit des acteurs de différents milieux (affaires, syndical, public, culturel, OGN, universitaire). Il est nommé co-président de son groupe d’étude pour cette expérience intensive et immersive de deux semaines à travers le Canada.
Éric Gingras est aussi l’auteur d’un essai, Plaidoyer pour un syndicalisme actuel – Changer pour s’adapter, publié aux Éditions Somme toute au printemps 2021. L'ouvrage est une réflexion et une proposition de sa vision du syndicalisme ainsi qu’une ouverture au débat.